# 1980 في سوريا
فيما يلي قوائم الأحداث التي وقعت خلال عام 1980 في سوريا.

## أحداث
- 1 يناير – سوريا في الألعاب الأولمبية الصيفية 1980

## أفلام
من الأفلام التي صدرت هذه السنة في سوريا:
- 1 يناير – المصيدة

## مواليد

### يناير
- 1 يناير – ابن نزار الدمشقي
- 1 يناير – جود جوراني مخرجة أفلام سورية.
- 1 يناير – روجدا فلات عسكرية سورية.
- 1 يناير – لينا شاماميان مُغنّيّة سورية.
- 28 يناير – أنس الخجا لاعب كرة قدم سوري.

## وفيات

### يوليو
- 21 يوليو – صلاح البيطار (مواليد 1912) سياسي سوري.